# Lignes Ampang et Sri Petaling
Les lignes Ampang et Sri Petaling sont respectivement les lignes 3 et 4 du réseau intégré de transport en commun du Grand Kuala Lumpur, en Malaisie. Avant juillet 2005, ces lignes étaient désignées sous le nom de Star, pour « Sistem Transit Aliran Ringan ». Ces lignes utilisent des rames de la General Electric similaires à celles  de la ligne des Docklands de Londres.

## Histoire
La ligne « Sistem Transit Aliran Ringan (STAR) » est mise en service le 16 décembre 1996, longue de 12 kilomètres entre les stations Sultan Ismail et Ampang. Elle est principalement aérienne. Elle est ensuite, complétée le 12 juillet 1998 par une branche sud entre Chan Sow Lin et Sri Petaling , et prolongée au nord en décembre 1998 entre Sultan Ismail - Sentul Timur.
Lors de sa première année d'exploitation dans sa totalité, le réseau a transporté 26 millions de voyageurs.

## Caractéristiques

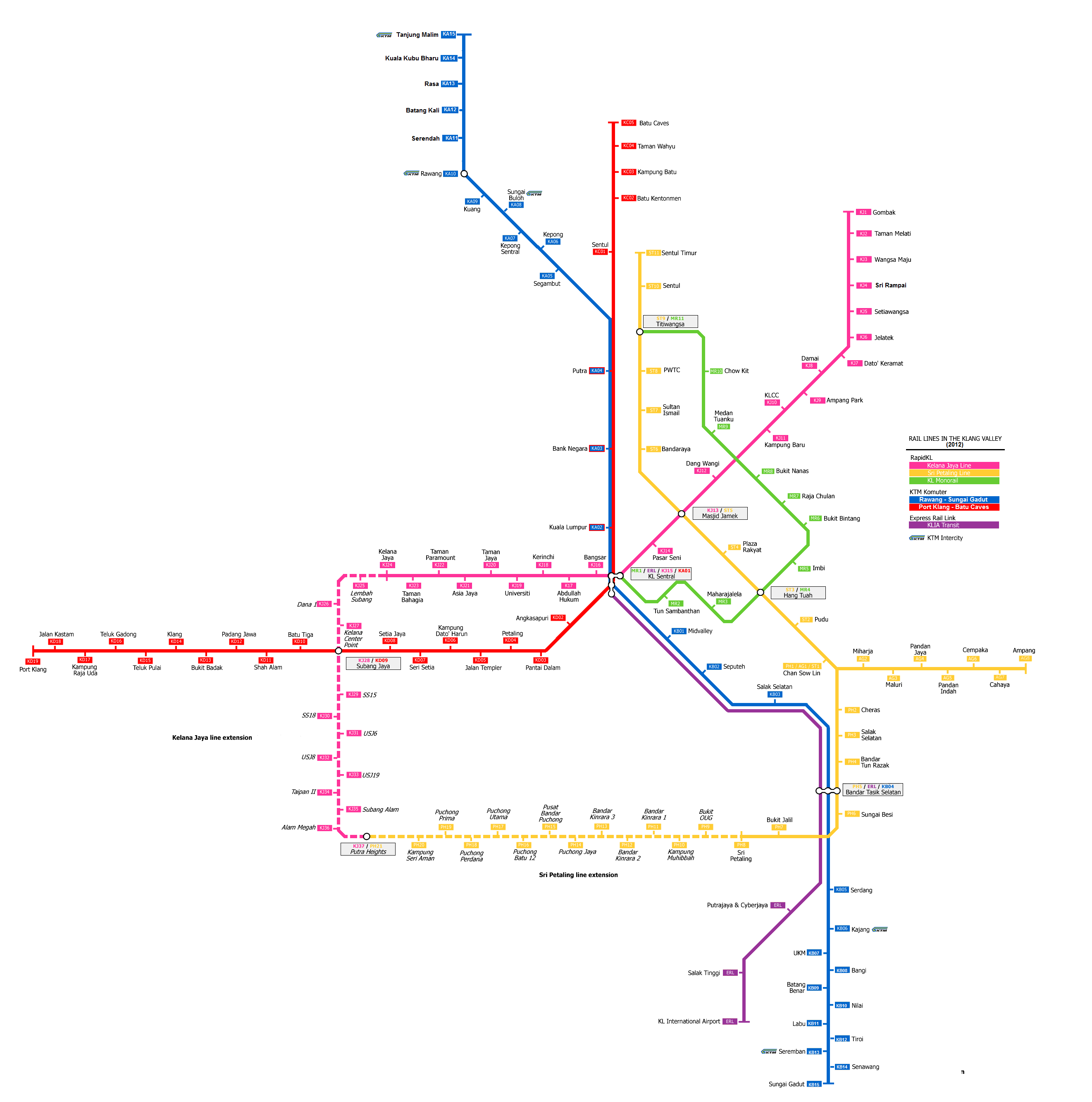
Carte du réseau intégré du Grand Kuala Lumpur. Les lignes Ampang et Sri Petaling apparaissent en jaune. La section en pointillé correspond à la dernière extension de la ligne Sri Petaling, mise en service en 2016.

### Lignes
| Ligne        | Logo | Ouverture        | Dernière extension | Terminus     | Terminus      | Stations | Longueur |
| ------------ | ---- | ---------------- | ------------------ | ------------ | ------------- | -------- | -------- |
| Ampang       |      | 16 décembre 1996 | 6 décembre 1998    | Sentul Timur | Ampang        | 18       | 15 km    |
| Sri Petaling |      | 16 décembre 1996 | 30 juin 2016       | Sentul Timur | Putra Heights | 29       | 37,6 km  |

Le réseau est constitué d'une ligne principale qui se scinde en deux rameaux en banlieue : la ligne Ampang (dont le terminus est Ampang) et la ligne de Sri Petaling (dont le terminus était Sri Petaling, désormais prolongée jusque Putra Heights). Long de 45,1 kilomètres, il comprend 36 stations, ainsi que deux stations pas encore construites.

### Stations de la ligne Sri Petaling
| Sigle              | Nom de la station                 | Quai               | Correspondance                                                           |
|                    | Sentul Timur                      | Latéral            |                                                                          |
| SP2                | Sentul                            | Latéral            |                                                                          |
| SP3 / MR11 / SSP13 | Titiwangsa                        | Latéral            | Monorail de Kuala Lumpur Ligne Sungai Buloh-Serdang Putrajaya            |
| SP4                | PWTC                              | Latéral            | Ligne Seremban Ligne Port Klang                                          |
| SP5 / MR9          | Sultan Ismail                     | Latéral            | Monorail de Kuala Lumpur                                                 |
| SP6                | Bandaraya                         | Latéral            | Ligne Seremban Ligne Port Klang                                          |
| SP7 / KJ13         | Masjid Jamek                      | Latéral            | Ligne Kelana Jaya                                                        |
| SP8                | Plaza Rakyat                      | Latéral            | Ligne Sungai Buloh-Kajang via la station Merdeka (SBK 17)                |
| SP9 / MR4          | Hang Tuah                         | Latéral            | Monorail de Kuala Lumpur                                                 |
| SP10               | Pudu                              | Latéral            |                                                                          |
| SP11 / AG1 / SSP20 | Chan Sow Lin                      | Central            | Ligne Ampang vers la station Ampang Ligne Sungai Buloh-Serdang-Putrajaya |
| SP12               | Cheras                            | Latéral            |                                                                          |
| SP13               | Salak Selatan                     | Latéral            |                                                                          |
| SP14               | Bandar Tun Razak                  | Latéral            |                                                                          |
| SP15 / KB04 / KT2  | Bandar Tasik Selatan              | Central            |                                                                          |
| SP16 / SSP25       | Sungai Besi                       | Latéral            | Ligne Sungai Buloh-Serdang-Putrajaya                                     |
| SP17               | Bukit Jalil                       | Latéral            |                                                                          |
| SP18               | Sri Petaling                      | Latéral            |                                                                          |
| SP19               | Awan Besar                        | Central            |                                                                          |
| SP20               | Muhibbah                          | Latéral            |                                                                          |
| SP21               | Alam Sutera                       | Latéral            |                                                                          |
| SP22               | Kinrara BK5                       | Latéral            |                                                                          |
| SP23               | Kinrara BK3 (non construite)      | Latéral            |                                                                          |
| SP24               | IOI Puchong Jaya                  | Latéral            |                                                                          |
| SP25               | Pusat Bandar Puchong              | Latéral            |                                                                          |
| SP26               | Taman Perindustrian Puchong       | Latéral            |                                                                          |
| SP27               | Bandar Puteri                     | Central            |                                                                          |
| SP28               | Puchong Perdana                   | Latéral            |                                                                          |
| SP29               | Puchong Prima                     | Latéral            |                                                                          |
| SP30               | Kampung Sri Aman (non construite) | Latéral            |                                                                          |
| SP31 / KJ37        | Putra Heights                     | Latéral et central | Ligne Kelana Jaya                                                        |

### Stations de la ligne Ampang
| Sigle              | Nom de la station | Quai    | Correspondance                                                             |
| SP1                | Sentul Timur      | Latéral |                                                                            |
| SP2                | Sentul            | Latéral |                                                                            |
| SP3 / MR11 / SSP13 | Titiwangsa        | Latéral | Monorail de Kuala Lumpur Ligne Sungai Buloh-Serdang Putrajaya              |
| SP4                | PWTC              | Latéral | Ligne Seremban Ligne Port Klang                                            |
| SP5 / MR9          | Sultan Ismail     | Latéral | Monorail de Kuala Lumpur                                                   |
| SP6                | Bandaraya         | Latéral | Ligne Seremban Ligne Port Klang                                            |
| SP7 / KJ13         | Masjid Jamek      | Latéral | Ligne Kelana Jaya                                                          |
| SP8                | Plaza Rakyat      | Latéral | Ligne Sungai Buloh-Kajang via la station Merdeka (SBK 17)                  |
| SP9 / MR4          | Hang Tuah         | Latéral | Monorail de Kuala Lumpur                                                   |
| SP10               | Pudu              | Latéral |                                                                            |
| AG1 / SP11 / SSP20 | Chan Sow Lin      | Central | Ligne Sri Petaling vers Putra Heights Ligne Sungai Buloh-Serdang-Putrajaya |
| AG2                | Miharja           | Latéral |                                                                            |
| AG3 / SBK21        | Maluri            | Latéral | Ligne Sungai Buloh-Kajang                                                  |
| AG4                | Pandan Jaya       | Latéral |                                                                            |
| AG5                | Pandan Indah      | Latéral |                                                                            |
| AG6                | Cempaka           | Latéral |                                                                            |
| AG7                | Cahaya            | Latéral |                                                                            |
| AG8                | Ampang            | Latéral |                                                                            |

## Matériel roulant
| Matériel            | Livraison   | Suppression | Constructeur             | Nombre de rame | Nombre de voitures par train | Photo |
| ------------------- | ----------- | ----------- | ------------------------ | -------------- | ---------------------------- | ----- |
| Adtranz-Walkers EMU | 1996        | 2016        | Adtranz, Walkers Limited | 30             | 4 à 6                        |       |
| CSR-Zhuzhou LRV     | 2015 - 2016 | en service  | CRRC Zhuzhou             | 50             | 6                            |       |

## Exploitation
Comme pour la ligne Kelana Jaya, l'entreprise gestionnaire est la Syarikat Prasarana Negara Berhad.